# Chemin de fer touristique de Meyzieu
Le Chemin de fer touristique de Meyzieu aujourd'hui disparu, a fonctionné entre 1961 et 1970 sur la commune de Meyzieu dans le département du Rhône. Fondé dans la période pionnière des  trains touristiques en France, il faisait circuler des locomotives à vapeur sur une voie étroite, à écartement de 60 cm.

## Histoire
L'idée d'un chemin de fer touristique à Meyzieu nait en 1959 chez un groupe d'amateurs des chemins de fer de la région lyonnaise, notamment Jean Arrivetz et Pierre Virot. La ligne à voie étroite est construite en 1961 sur la commune de Meyzieu, entre le Carreau et  le Grand Large. 
L'exploitation, entièrement réalisée par des bénévoles, utilise des locomotives à vapeur sur une voie étroite à l'écartement de 60 cm.
Il ferme en 1970, ses fondateurs se reportent sur le Chemin de fer du Vivarais. 
En 1987 Jean Arrivetz créée le chemin de fer du Haut-Rhône en utilisant le matériel roulant du chemin de fer de Meyzieu et perpétuant ainsi son souvenir.

## Ligne
La ligne longue de 1,6 km, débutait au Carreau puis longeait la route en accotement pour atteindre la station du Mont Joyeux, elle franchissait cette route puis, en voie indépendante, atteignait par une section en tranchée le terminus du Grand Large.

## Matériel roulant

### Locomotives à vapeur
- 020 Decauville 1912 « La Coquette »
- 030 Hainault Couillet « La Champagne »
- 030 Decauville 1921 « La Beaujolaise »
- 130 La Meuse « Le Chablais »
- 020-020 Orenstein et Koppel « Le Loiret »
- 040 Franco Belge de 1945« Le Rhône » (ex 4-13 du T.P.T Tramway de Pithiviers à Toury)

- 040 Krauss « La Bourgogne »

### Locotracteurs diésels
- 030 Billard type T 75
- Maffei 5908 / 1930, 1963 ex chemin de fer Lausanne-Echalens-Bercher (Suisse)

### Automotrice
- Autorail à bogies Decauville Crochat 1924

### Draisines
- draisine type Motorail-Simplex, recarrossée avec une caisse en bois
- draisine à bras, provenant du tramway de Pithiviers à Toury,

### Voitures et wagons
- voitures à bogies construites sur châssis DFB N°51 et 52
- voitures provenant des tramways de Neuchatel N° 101 et 103
- voitures provenant des tramways de Valenciennes, avec plateformes fermées, N° 122
- voitures provenant des tramways de Valenciennes, avec plateformes ouvertes, N° 142,143,160
- voitures construites sur châssis de wagons type "Corrèze"
- voiture type baladeuse construite sur châssis de wagons Maizy
- wagon couvert à bogies Decauville K 104, provenant du tramway de Pithiviers à Toury, N° K104
- wagon couverts Decauville K29 et K33 de 1911, provenant du tramway de Pithiviers à Toury,